# Ludwig Wilhelm in Bayern

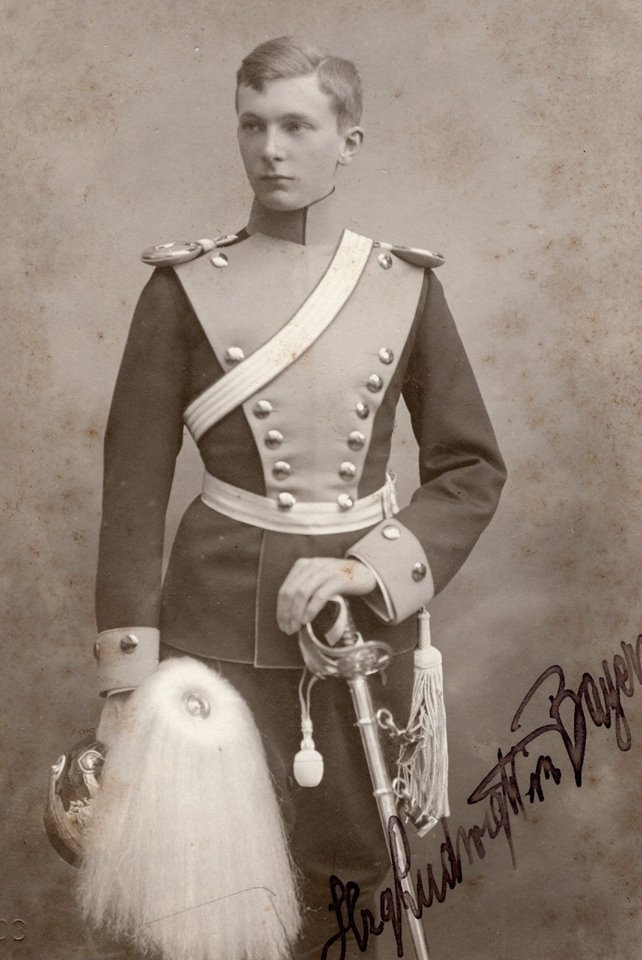
Ludwig Wilhelm in Bayern

Ludwig Wilhelm Karl Norbert Theodor Johann Herzog in Bayern (* 17. Januar 1884 auf Schloss Tegernsee; † 5. November 1968 in Wildbad Kreuth) war ein bayerischer Adliger aus dem Haus der Herzöge in Bayern.

## Leben
Ludwig Wilhelm war der erste Sohn des Herzogs Carl Theodor in Bayern und seiner zweiten Gemahlin Marie José von Portugal.
Am 19. März 1917 heiratete er die Prinzessin Eleonore Anna Lucie zu Sayn-Wittgenstein-Berleburg (1880–1965), die Tochter des Prinzen Franz zu Sayn-Wittgenstein-Berleburg und Julia Cavalcanti d’Albuquerque de Villeneuve in Kreuth. Eleonore war die Witwe des 1914 bei Reims gefallenen Fürsten Otto Victor II. von Schönburg. Die Ehe blieb kinderlos.
Herzog Ludwig Wilhelm und seine Ehefrau emigrierten 1938 aus Deutschland, um einer Verhaftung durch die SS zu entgehen. Sie flüchteten über Belgien, wo seine ältere Schwester Elisabeth Königin war, in die USA.
Herzog Ludwig Wilhelm war befreundet mit dem Schriftsteller Ludwig Thoma und förderte den Volksmusiksammler Kiem Pauli.
Nach dem Tod seiner Ehefrau (20. Februar 1965) adoptierte Ludwig Wilhelm den Enkel seiner Schwester Marie Gabriele, Max Emanuel. Dadurch konnte sein Haus der Herzöge in Bayern auch nach dem Tode seines ebenfalls kinderlosen Cousins Luitpold Emanuel in Bayern fortgeführt werden.
Ludwig Wilhelm starb am 5. November 1968 in Wildbad Kreuth. Seine sterblichen Überreste wurden in der herzoglichen Familiengruft unter dem Altarraum der Tegernseer Kirche St. Quirin bestattet.

## Nachkommen
- Max Emanuel (* 1937) durch Adoption